# Grabhügel bei Weihersmühle
Koordinaten: 50° 2′ 31″ N, 11° 12′ 55,9″ O

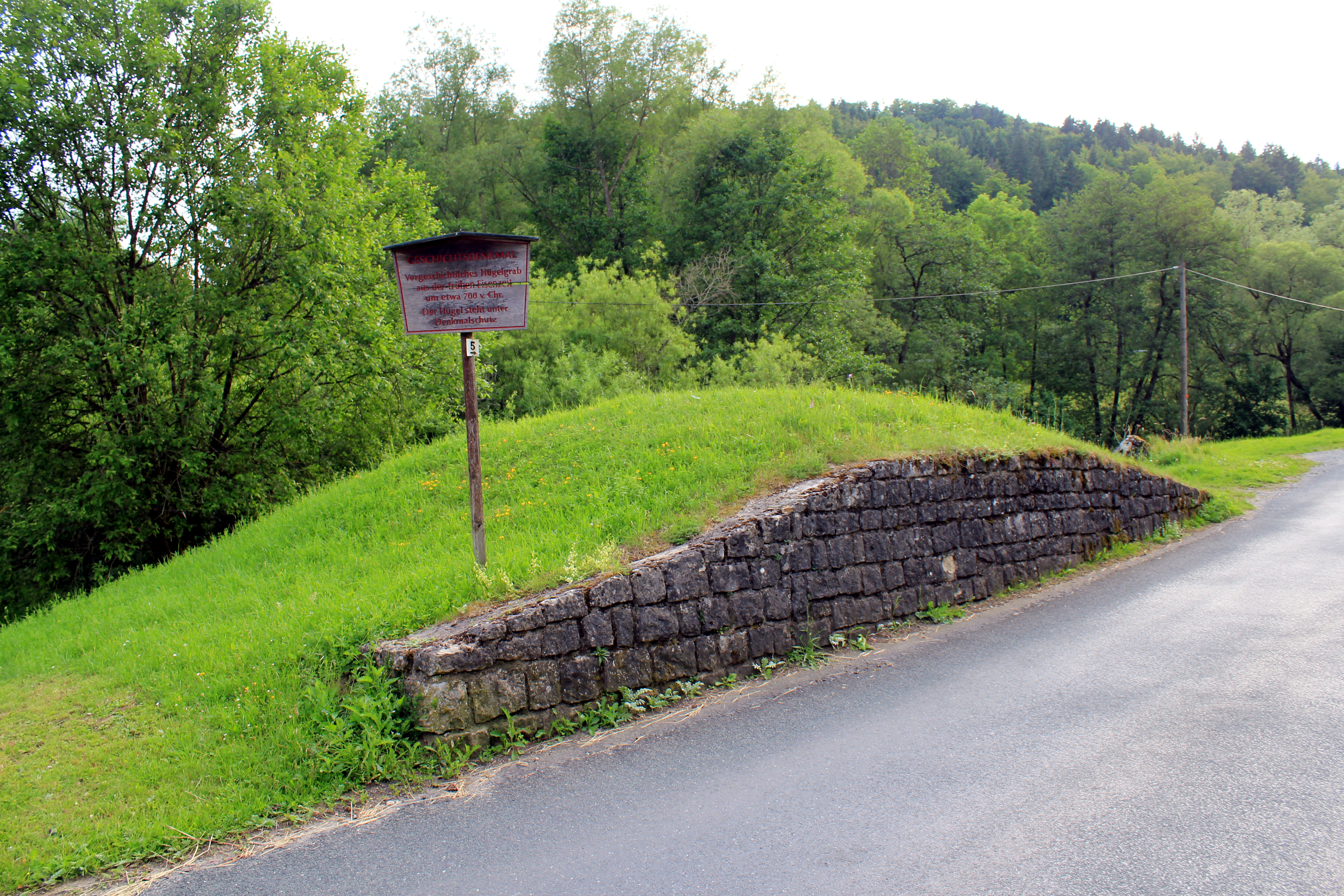
Der Grabhügel bei Weihersmühle

Der Grabhügel bei Weihersmühle ist ein etwa zur Hälfte erhaltener Grabhügel aus der Hallstattzeit beim Weismainer Gemeindeteil Weihersmühle im Landkreis Lichtenfels, Bayern. Er wird vom Bayerischen Landesamt für Denkmalpflege unter der Nummer D-4-5933-0074 als Bodendenkmal geführt.

## Geschichte und Entdeckung
Beim Ausbau der Straße von der Weihersmühle nach Wallersberg wurde 1965 kurz nach der Einmündung aus Richtung Wallersberg ein Hügelgrab der älteren Eisenzeit beziehungsweise der Hallstattzeit aus dem 7. bis 6. Jahrhundert v. Chr. entdeckt. Im 14. Jahrhundert war auf dem Grabhügel vermutlich eine Turmhügelburg (Motte) mit Umzäunung und Wassergraben errichtet worden. Der Festungsturm hatte zur Kontrolle des Tals Köttler Grund, eines Seitentals des Kleinziegenfelder Tals gedient und es zwischen dem Brunnbach und dem felsigen Abhang unterhalb von Wallersberg abgesperrt.